# Atanycolus picipes
Atanycolus picipes är en stekelart som först beskrevs av Cresson 1865.  Atanycolus picipes ingår i släktet Atanycolus och familjen bracksteklar. Inga underarter finns listade.